# Патагонські велетні

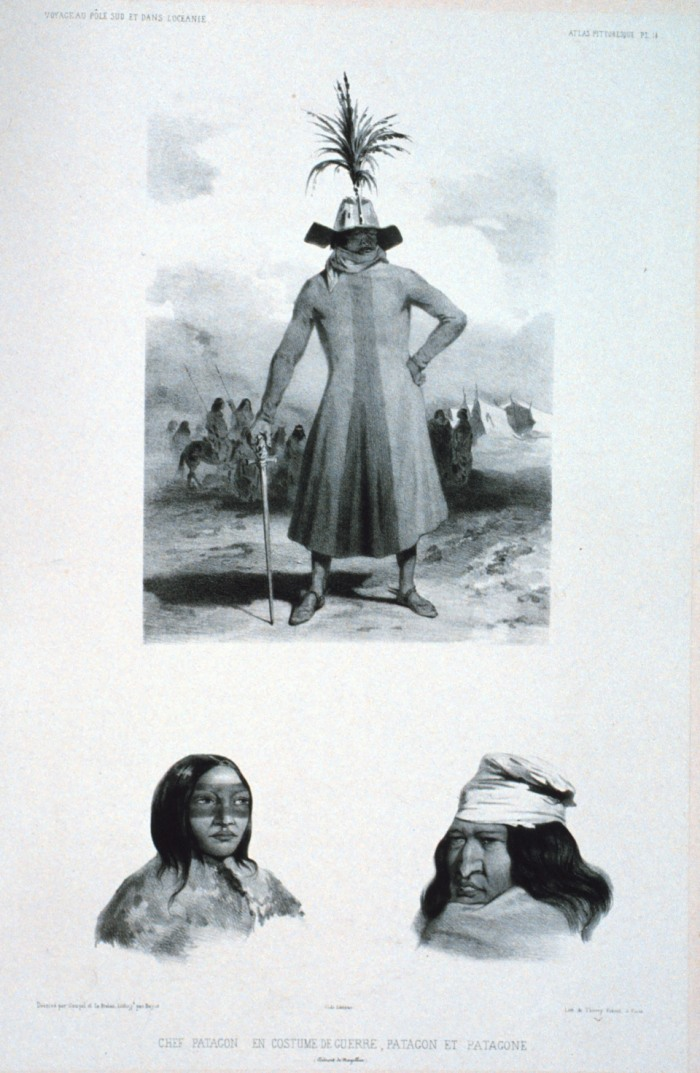
Малюнок, що зображує міфічного вождя Патагонських велетнів у одязі.

Патагонські велетні - міфічна раса людей, розповіді про яких вперше стали з'являтися в ранніх повідомленнях європейців про тоді ще мало відомі їм області і узбережжя Патагонії . Вони нібито були щонайменше вдвічі вищі за звичайний людський зріст: деякі джерела повідомляють про людей зростом від 12 до 15 футів (від 3,7 до 4,6 метра) або більше. Історії про цих неймовірних людей вважалися серед європейців реальними відомостями про регіон протягом 250 років, поки вони не були значною мірою розвінчані наприкінці XVIII століття.

## Походження легенди
Перша згадка цих людей з'явилася в результаті плавання Магеллана та його команди, які стверджували, що бачили їх, досліджуючи узбережжя Південної Америки під час своєї навколосвітньої подорожі у 1520-ті роки. Антоніо Пігафетта, один з небагатьох учасників експедиції, що вижили, і літописець експедиції Магеллана, написав у своєму звіті про зустріч команди з тубільцями вдвічі вищими звичайної людини.
Пігафетта також записав, що Магеллан наділив цих людей назвою «Patagão» (тобто «Патагонці», або Patagoni у множині італійською, як писав Пігафетта) , але не пояснив причин того, чому назвав їх саме так. З часів Пігафетти існувало припущення, що ця назва походить від pata (ісп. "нога"), і "Патагонія" означає "Земля Великоногих". Згодом з'явилася гіпотеза про те, що назва була пов'язана з ім'ям героя лицарського роману Primaleón de Grecia, який звучав як Patagon. Магеллан, який, без сумніву, знав про цей роман, що мав тоді велику популярність, цілком міг назвати аборигенів ім'ям цієї напівлюдини-напівтварини, особливо з огляду на їх дивні для європейців наряди і споживання ними сирого м'яса  .
Тим не менш, етимологія терміну залишається під питанням, оскільки, серед іншого, значення суфікса -gon не цілком зрозуміле. Проте назва «Патагонія» закріпилася за регіоном, як і відомості, що місцеві жителі були гігантами. Перші карти Нового Світу згодом іноді мали напис regio gigantum («земля гігантів») у цьому районі суші, цей напис латиною часто був присутній на картах аж до XVII століття  .

## Наступні свідчення
Згодом повідомлення про патагонських велетнів надходили від багатьох мореплавців.
В 1579 корабельний капелан сера Френсіса Дрейка Френсіс Флетчер писав про зустріч з дуже високими людьми в Патагонії. Проте їм же було записано, що «Індіанці не такі високі, як розповідають іспанці».
Наприкінці 1580-х років Томас Кевендіш стверджував, що бачив у Патагонії велетнів заввишки 15 або 16 п'ядей (265-285 см). 
У 1590-х роках Ентоні Кнівет стверджував, що він бачив трупи 12 футів (3,7 метри) зростом у Патагонії.
Крім того, в 1590 Вільям Адамс, англієць на борту голландського судна, що обігнуло Вогняну Землю, що осів пізніше в Японії, повідомляв про озброєне зіткнення між екіпажем корабля і «неприродно високими» тубільцями.

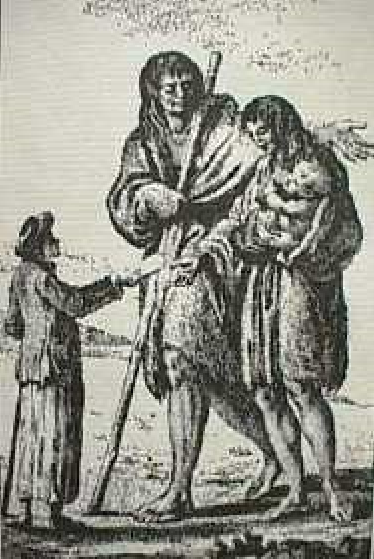
Малюнок, що виник після плавання Байрона. На ньому британські моряки дають велетенській патагонці хліб, щоб вони могли нагодувати свою дитину.

У 1766 році після повернення в Англію корабля HMS Dolphin (1751) просочилися чутки, що команда цього корабля, капітаном якої був коммодор Джон Байрон, бачила у Патагонії племена 9-футових (2,7 метра) тубільців, коли їхній корабель проходив мимо, здійснюючи навколосвітнє плавання. Причому повідомлялося навіть про те, що їх реальний зріст може бути не перебільшеним, а, навпаки, заниженим.
З іншого боку, Луї Антуан де Бугенвіль писав, що бачив у Патагонії лише високих людей, серед яких не було тих, хто був би нижче п'яти футів і п'яти-шести дюймів, але і тих, хто був би вище п'яти футів і дев'яти-десяти дюймів, величезними ж вони могли здаватися через їх в цілому потужну статуру, дуже великі голови і товсті кінцівки. Однак, коли знову відредагований і переглянутий звіт про подорож Бугенвіля був випущений в 1773 році, патагонці були визначені в ньому вже як люди зростом 6 футів 6 дюймів (198 сантиметрів), досить високі, але аж ніяк не гіганти.

## Реалістичні пояснення
Люди, з якими стикалися Байрон, Бугенвіль та інших., були, цілком імовірно, індіанцями теуельче, корінними жителями регіону. Пізніші автори вважали патагонських «велетнів» містифікацією або принаймні перебільшенням, а також прикладом недостовірних повідомлень з ранніх європейських описів регіону.
Міф був остаточно розвінчаний французьким натуралістом Альсідом Дессаліном Д'Орбіньї, який написав, що бачив у Патагонії не велетнів, а лише високих і гарних людей. Антропометричні дослідження, проведені в XX столітті, дозволили припустити, що середній зріст теуельче в XVI столітті, коли вони були зустрінуті експедицією Магеллана, становив близько 180 сантиметрів, що значно перевищувало середній зріст іспанців тих часів (близько 165 см), тому індіанці справді могли видатися їм "велетнями".